# Nationale Kontakt- und Informationsstelle für Selbsthilfe
Die Nationale Kontakt- und Informationsstelle für Selbsthilfe (NAKOS) in Berlin ist eine Einrichtung der Deutschen Arbeitsgemeinschaft Selbsthilfegruppen e.V. (DAG SHG).

## Geschichte und Tätigkeitsfelder
NAKOS wurde im Jahre 1984 gegründet. Die Einrichtung sieht ihre Rolle als themen- und organisationsübergreifender Ansprechpartner für die Belange von Selbsthilfegruppen, der Selbsthilfeunterstützung und der Selbsthilfeförderung in Deutschland. Als bundeszentrale Netzwerkeinrichtung will NAKOS die Akteure zusammenbringen und die grundsätzlichen Belange der Selbsthilfe in Öffentlichkeit und Politik vertreten. NAKOS will Aufklärungsarbeit über Möglichkeiten der Selbsthilfe für Betroffene und Angehörige leisten.
Als Serviceeinrichtung bietet die NAKOS Informationen und Unterstützungsleistungen für Bürger, Selbsthilfegruppen, Fachleuten und Medien.
So entwickelt und publiziert sie Informationen über Möglichkeiten und Nutzen von Selbsthilfegruppen (Aufklärungsbroschüren, Informationsblätter, Arbeitshilfen, Plakate). Die NAKOS ermöglicht über ihre Adressdatenbanken Kontaktmöglichkeiten zu 270 bundesweit tätigen Selbsthilfevereinigungen, 51 Selbsthilfe-Internetforen und 54 Institutionen mit Selbsthilfebezug, zu 300 örtlichen Selbsthilfekontaktstellen und -unterstützungsstellen sowie – bei seltenen Erkrankungen und Problemen – zu Gleichbetroffenen.
Für Mitarbeiter in Selbsthilfekontaktstellen (KISS) organisiert die NAKOS den fachlichen Austausch über Fachtagungen, Workshops und Fortbildungsangebote. Dabei arbeitet sie mit Landeseinrichtungen der Selbsthilfeunterstützung und Arbeitsgemeinschaften von Selbsthilfekontaktstellen auf Länderebene zusammen.
Die NAKOS veröffentlicht Studien mit Informationen über das Feld der Selbsthilfe und der Selbsthilfeunterstützung in Deutschland. Über ihre Adressverzeichnisse, Fachmaterialien und Fortbildungsmaßnahmen bietet sie Fachleuten in sozialen und gesundheitsbezogenen Versorgungseinrichtungen Orientierungshilfen zur Zusammenarbeit mit Selbsthilfegruppen. Politischen und administrativen Entscheidungsträgern will sie über Fachtagungen und Stellungnahmen Konzepte für eine angemessene Unterstützung und Förderung von Selbsthilfegruppen vermitteln.
Die Arbeit der NAKOS wird vollständig über Fördermittel finanziert. Die Einrichtung erhält auf Bundesebene pauschale Fördermittel von der GKV-Gemeinschaftsförderung sowie projektbezogene Förderung vom Bundesministerium für Gesundheit (BMG) und der gesetzlichen Krankenversicherung nach § 20h SGB V. Die Angebote sind kostenlos und stehen allen Interessierten offen.
2024 feierte die NAKOS ihr 40-jähriges Bestehen und änderte ihren Langnamen aus ehemals „Nationale Kontakt- und Informationsstelle zur Anregung und Unterstützung von Selbsthilfegruppen“ zu „Nationale Kontakt- und Informationsstelle für Selbsthilfe“.
Die DAG SHG und die NAKOS haben gemeinsam einen jährlich wiederkehrenden Tag der Selbsthilfe ins Leben gerufen. Ziel des Aktionstages ist es, die vielfältigen Angebote sichtbar und die positiven Wirkungen der Selbsthilfe noch bekannter zu machen. Der bundesweite Tag der Selbsthilfe bietet eine Klammer für die gesamte Selbsthilfe in Deutschland und ist für alle offen: Selbsthilfegruppen, Online-Selbsthilfe, Bundesverbände, Dachorganisationen und die Selbsthilfekontaktstellen.

## Partner
Die NAKOS fördert die Zusammenarbeit zwischen der Selbsthilfe und Einrichtungen der professionellen Versorgung. Als Brückeninstitution kooperiert die NAKOS mit Selbsthilfekontaktstellen und deren Koordinationsstellen in den Bundesländern, mit bundesweiten Selbsthilfevereinigungen, Behörden, Krankenkassen, Verbänden, Akut- und Rehabilitationskliniken, Wissenschaft, Forschung sowie Medien.
Hierzu gehören neben Behörden, Bundesministerien, Berufsverbänden und Krankenversicherungen unter anderem Aktionsbündnis Seelische Gesundheit, Aktionsbündnis Patientensicherheit, Allianz Chronischer Seltener Erkrankungen, Ärztliches Zentrum für Qualität in der Medizin, Bundesvereinigung Prävention und Gesundheitsförderung, Deutsche Hauptstelle für Suchtfragen, Deutsches Netzwerk Gesundheitskompetenz, Orphanet, Transparency International Deutschland, Verbraucherzentrale Bundesverband, Was hab ich? gGmbH.